# 熱舒夫縣

50°2′1″N 22°0′17″E / 50.03361°N 22.00472°E
熱舒夫縣（波蘭語：Powiat rzeszowski），是波蘭的縣份，位於該國南部，由喀爾巴阡山省負責管轄，首府設於熱舒夫，面積1,219平方公里，2006年人口169,586，人口密度每平方公里140人。